# Jack & Jones

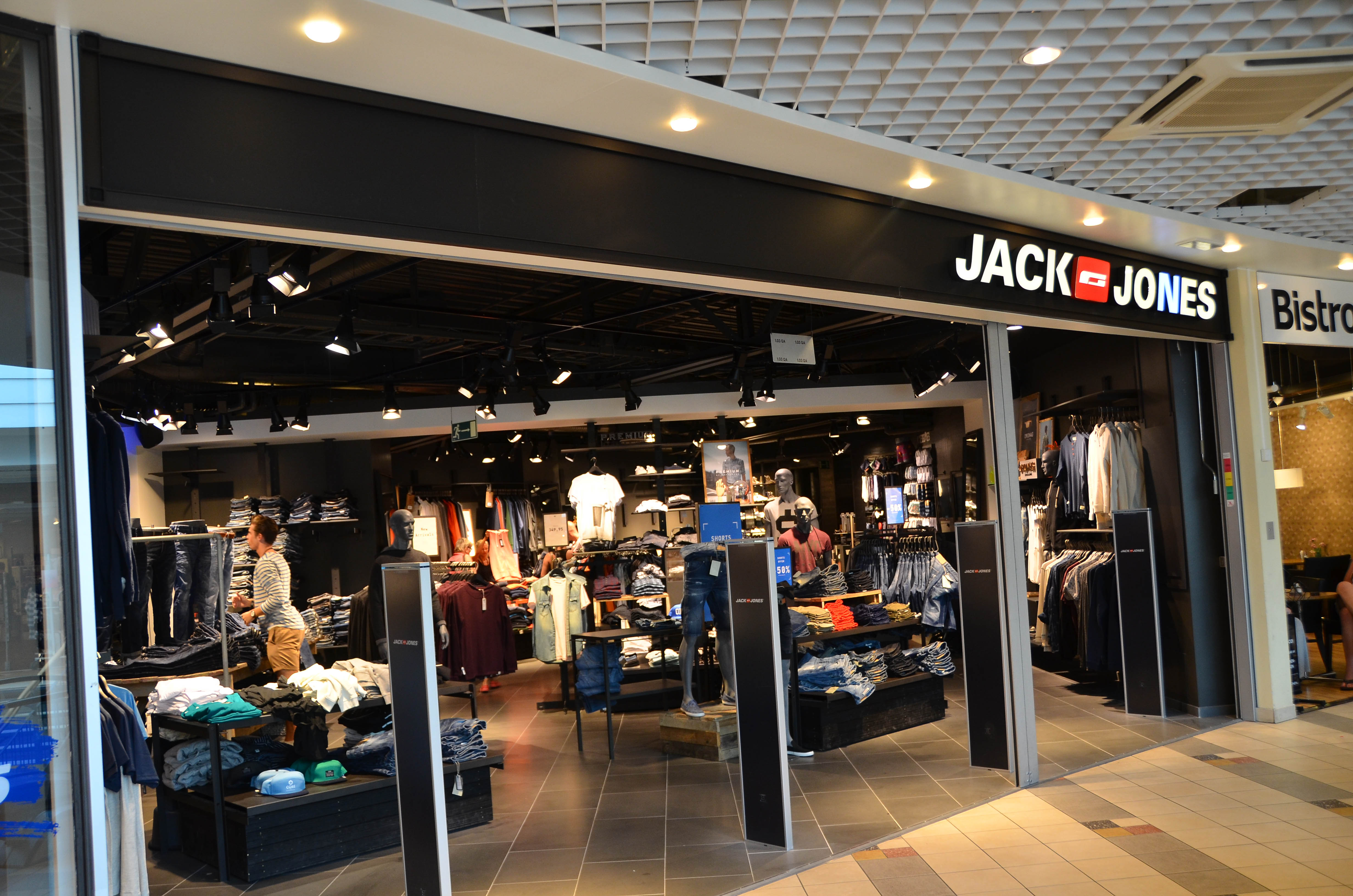
Jack & Jones butik Skellefteå

Jack & Jones är ett danskt herrklädesmärke med över 1 000 butiker världen över där kläder säljs under samma namn, vilket gör företaget till en av Europas ledande tillverkare av herrkläder. Jack & Jones är ett av de 20 individuella märken som ingår i det danska moderbolaget Bestseller, som sedan år 2000 ägs och drivs av Anders Holch Povlsen.

## Historia
Varumärket Jack & Jones lanserades 1990 av Bestseller och den första fysiska butiken öppnades i Norge 1991. Målgruppen är män i åldrarna 16–30 och stilen beskrivs bäst som moderna, avslappnade och casual plagg. Varumärket är framför allt känt för sin produktion av jeans, och större delen av kollektionen designas av italienska designers vid jeansfabriken i Italien.[källa behövs]
I mitten av 2018 presenterade Jack & Jones en plus size-kollektion. Storlekarna sträcker sig från XL till 6XL.
Under sensommaren 2018 lanserades klädkollektionen Jack & Jones Junior Collection vilken riktar sig till pojkar i åldrarna 8 till 16 år och återfinns i storlekarna 128 till 176.